# David Parera Guerrero
David Parera Guerrero, född 1982 i Barcelona i Spanien, är en spansk översättare, korrekturläsare och författare. Han debuterade 2025 som skönlitterär författare med novellsamlingen Cuentos de Sant Elm.

## Biografi
Parera Guerrero studerade översättning och tolkning vid Universitat Autònoma de Barcelona. Efter examen bodde han i fem år i London, där han studerade manusförfattande vid bland annat Raindance Film School. Han har även utbildat sig i kreativt skrivande och dramaturgi vid La Casa del Cine och Aula de Escritores i Barcelona.
Sedan flera år är han bosatt i Japan, där han arbetar som översättare av datorspel för det japanska företaget Capcom.

## Författarskap
Parera Guerreros första bok, Cuentos de Sant Elm (på svenska ungefär ”Berättelser från Sant Elm”), utkom 2025 på det oberoende förlaget Editorial Loto Azul. Boken består av 13 sammanlänkade noveller som utspelar sig under natten för sommarsolståndet i den fiktiva staden Sant Elm. Boken präglas av poetiskt språk, magisk realism och influenser från filmens berättarspråk.